# Adam Widmański
Adam Antoni Widmański (ur. 10 stycznia 1964) – polski wydawca, w latach 80. członek kierownictwa Niezależnej Oficyny Wydawniczej, jeden z twórców wydawnictwa W.A.B.

## Życiorys
Z wykształcenia jest lekarzem. W czasie studiów podjął współpracę z Niezależną Oficyną Wydawniczą, początkowo zajmował się drukiem, składem i transportem wydawnictw, za swoją działalność był aresztowany przez ok. dwóch miesięcy. Od 1986 był członkiem kierownictwa oficyny, zajmował się też koordynacją prac wydawniczych.
W 1991 był razem z Wojciechem Kuhnem twórcą wydawnictwa W.A.B. i jego udziałowcem, a następnie także prezesem zarządu. Odszedł z wydawnictwa w 2011.
W 2008 został odznaczony Krzyżem Oficerskim Orderu Odrodzenia Polski (M. P. nr 13 z 3 marca 2009 poz. 163)